# Saccolaimus
Saccolaimus (Temminck, 1838) è un genere di pipistrelli della famiglia degli Emballonuridi.

## Descrizione

### Dimensioni
Al genere Saccolaimus appartengono pipistrelli di medie e grandi dimensioni, con lunghezza della testa e del corpo tra 72 e 96 mm, la lunghezza dell'avambraccio tra 62 e 95 mm, la lunghezza della coda tra 20 e 36 mm e un peso fino a 105 g.

### Caratteristiche craniche e dentarie
Il cranio presenta un rostro corto e piatto. La regione inter-orbitale è fortemente concava. Le ossa pre-mascellari sono grandi e larghe. Il processo post-orbitale è ben sviluppato, curvato e leggermente appiattito. La bolla timpanica è grossa e completamente ossificata. Gli incisivi superiori sono piccoli. Gli incisivi inferiori sono grandi, trifidi e formano una linea continua tra i canini, i quali sono robusti e ben sviluppati. Il primo premolare superiore è proporzionalmente più grande e fornito di cuspidi appuntite.

Sono caratterizzati dalla seguente formula dentaria:

### Aspetto
Le parti dorsali variano dal bruno-rossastro al nerastro, mentre le parti ventrali sono solitamente più chiare, talvolta interamente bianche. In alcune forme la pelliccia è chiazzata di bianco, mentre la groppa è priva di peli. Una grossa sacca ghiandolare è presente sotto il mento in entrambi i sessi. Non è presente invece la sacca alare tra l'avambraccio e il quinto metacarpo, caratteristica della maggior parte degli Emballonuridi, sebbene in S.mixtus sia talvolta rudimentale. Il muso è leggermente allungato, il labbro inferiore è attraversato longitudinalmente da un profondo solco. Le orecchie sono triangolari e separate. La coda, come negli altri membri della famiglia, fuoriesce dall'uropatagio circa a metà della sua lunghezza, per poi divenire libera e visibile dorsalmente.

## Distribuzione
Il genere è diffuso nell'Africa subsahariana, in Asia sud-orientale fino alla Nuova Guinea e in Australia.

## Tassonomia
Il genere comprende 4 specie.
- Saccolaimus flaviventris
- Saccolaimus mixtus
- Saccolaimus peli
- Saccolaimus saccolaimus